# Evapotranspirace

Vodní cyklus zemského povrchu. Zobrazuje transpiraci a evaporaci, které společně vytváří evapotranspiraci. Další související procesy jsou povrchový odtok a doplňování podzemní vody.

Evapotranspirace (ET) je celkový výpar ze zemského povrchu do atmosféry, který se vztahuje k určitému území. Tento celkový výpar se skládá z fyzikálního výparu (evaporace) a fyziologického (transpirace). Evaporace zahrnuje pohyb vody do vzduchu ze zdrojů jako půda, vodní plochy a dešťová voda zachycená na vegetaci (intercepce srážek). Transpirace je výdej vody vegetací zejména listy. Odkazuje k pohybu vody v rámci rostliny a související ztrátě vody jako výparu z průduchů listů. Evapotranspirace je důležitou součástí vodního cyklu na Zemi. Klíčovými faktory je sluneční záření a vlhkost povrchu. V posledních letech evapotranspirace globálně narůstá. Element (jako například strom), který přispívá k evapotranspiraci, se nazývá evapotranspirátor.
Referenční evapotranspirace (ET0), někdy nepřesně předkládána jako potenciální ET, je reprezentací potřeby evapotranspirace prostředím. Představuje míru ET krátkých zelených rostlin (tráva), které mají stále stejnou výšku, kompletně pokrývají zem, čímž ji chrání před světlem, a udržují adekvátní vodní status v půdním profilu. Tento stav se odráží od energie dostupné pro evaporaci vody a dostupného větru, který přenáší vodní výpar ze země do nižší části atmosféry. V případě dostatku vody se aktuální evapotranspirace rovná referenční evapotranspiraci.

## Vodní cyklus
Evapotranspirace je významná ztráta vody z povodí, kterou podstatně ovlivňují typy vegetace a využití půdy. U rostlin s hlubokými kořeny dochází k vyšší a nepřetržité transpiraci vody, protože voda, která z listů transpiruje, pochází z kořenů. Byliny obecně transpirují méně vody než dřeviny kvůli jejich menšímu olistění. Jehličnaté lesy tíhnou k vyšší míře evapotranspirace než listnaté opadavé lesy, hlavně v době jejich vegetačního klidu a na začátku jara. Je to kvůli zdokonalenému zachytávání srážek a jejich vypařování jehličím v tomto období. Faktory, které ovlivňují evapotranspiraci, zahrnují fázi rostlinného růstu nebo míru vyspělosti, procentuální zastoupení půdního pokryvu, slunečního záření, humusu, teploty a větru. Izotopní měření potvrdilo, že transpirace je součástí evapotranspirace.
Lesy prostřednictvím evapotranspirace redukují vodní zásoby až na jedinečné ekosystémy, které se nazývají mlžné lesy. Stromy v mlžných lesích podporují shromažďování vody v podobě mlhy nebo nízkých mračen a ta následně padá na zemský povrch. Tyto stromy stále přispívají k evapotranspiraci, ale obvykle sbírají více vody, než se z nich vypaří.
V nezavlažovaných oblastech je aktuální evapotranspirace obvykle nižší než srážky, protože půda má vyrovnávací paměť, která využívá schopnosti udržet vodu. Zadržené vody je obvykle méně, než je množství srážek, protože malé množství vody se ztratí při filtrování nebo povrchovým odtokem dešťové vody. Výjimkou jsou oblasti s vysokou hladinou podzemní vody, kde proces kapilárního vzlínání může způsobit vystoupání podzemní vody přes půdu až na povrch. Jestliže potenciální evapotranspirace je vyšší než skutečný úhrn srážek, půda vyschne, pokud nebude zavlažována.
Evapotranspirace nikdy nemůže být vyšší než potenciální evapotranspirace, ale může být nižší, pokud zde není dostatek vody, která by se mohla vypařit, nebo pokud nejsou rostliny schopny transpirovat.

## Odhad evapotranspirace
Evapotranspirace může být naměřena nebo vypočítána prostřednictvím několika metod.

### Nepřímé metody
Údaje z výparoměrů mohou být použity pro výpočet výparu z jezera, ale transpirace a výpar dešťové vody zachycené vegetací se tím nevypočítá. Existují tři obecné přístupy v nepřímém měření evapotranspirace.

#### Vodní bilance povodí
Evapotranspirace může být vypočítána rovnicí vodní bilance povodí. Tato rovnice ukazuje změnu množství vody v povodí (S) společně s jejími vstupy a výstupy:
{\displaystyle \Delta S=P-ET-Q-D\,\!}
Vstupy znamenají srážky (P) a výstupy evapotranspiraci (která je vypočítávána), průtok povodí (Q) a doplňování podzemní vody (D). Jestliže údaje změna množství vody uložené v povodí, srážky, průtok povodí a doplňování podzemní vody jsou známy, chybějící údaj evapotranspirace může být vypočítán přeskupením rovnice na následující:
{\displaystyle ET=P-\Delta S-Q-D\,\!}

#### Evapotranspirace městské vegetace
Obavy z náročnosti městské krajiny, zvláště městských zelených ploch na dostatek vody rostou. U odhadu evapotranspirace (ET) a následně náročnosti městské vegetace na dostatek vody je potřeba zvážit heterogenitu rostlin, půdy, vody a klimatických podmínek. Výzkum provedený v jižní Austrálii využil dvou praktických přístupů v odhadování ET a porovnával je pod dobu jednoho roku s detailní analýzou vodní bilance půdy. Jeden z přístupů je metoda klasifikace krajinotvorných rostlin podle využití vody (WUCOLS), která je založena na názoru expertů, že různé skupiny krajinotvorných rostlin potřebují různé množství vody. Druhý přístup je dálkové snímání založené na rozšířeném vegetačním indexu (EVI) získaného ze snímačů satelitu Terra, který ukazuje průměrnou situaci snímanou spektroradiometrem MODIS. Obě metody vyžadují znalosti o evapotranspiraci počítané z meteorologických dat.

#### Hydrometeorologické rovnice
Nejobecnější a nejrozšířeněji používaná rovnice pro vypočítání referenční ET je Penmanova rovnice. Penman-Monteithovu variaci doporučuje Organizace pro výživu a zemědělství FAO  a Americká společnost civilního inženýrství . Jednodušší Blaney-Criddlova rovnice byla mnoho let populární na západě Spojených států amerických, ale není přesná v regionech s vyšší vlhkostí. Další možnosti tvoří Hargreavesova rovnice nebo Makkinkova rovnice, která je jednoduchá, ale musí být přesně nastavená na specifickou oblast. Pro převedení referenční ET na aktuální evapotranspiraci plodin je třeba použít plodinový koeficient a koeficient stresu.

#### Energetická bilance
Třetím postupem, jak vypočítat aktuální evapotranspiraci je využití energetické bilance.
λE je energie potřebná pro přeměnu vody z kapalného do plynného skupenství, Rn vyjadřuje radiační bilanci, G je půdní tepelný tok a H značí turbulentní tok tepla. Použitím přístrojů jako je scintilometr, měřením půdního tepelného toku nebo měřením slunečního záření (radiometry) lze spočítat jednotlivé části energetické bilance a pomocí nich určit energii dostupnou pro aktuální evapotranspiraci.
SEBAL a METRIC algoritmy odhadují energetickou bilanci na zemském povrchu použitím satelitního snímkování. To umožňuje vypočítání aktuální i potenciální evapotranspirace pixel za pixelem. Evapotranspirace je klíčovým indikátorem pro vodohospodářský management a efektivitu zavlažování. Algoritmy SEBAL a METRIC mohou mapovat tyto klíčové indikátory v čase a prostoru, po dny, týdny nebo roky.

### Experimentální metody měření evapotranspirace
Jedna metoda měření evapotranspirace je s vážícím lysimetrem. Váha půdního sloupce je měřena průběžně a změna v půdní zásobě vody je určena ze změny váhy. Změna váhy je převedena na jednotky délky, která používá povrchovou plochu vážícího lysimetru a jednotku váhy vody. Evapotranspirace je vypočítána jako změna váhy plus dešťové srážky minus perkolace.

### Dálkové snímání
V uplynulých desetiletích se odhadování evapotranspirace zlepšilo díky dálkovému snímání, hlavně v oblasti agronomie. Nicméně vyčíslení evapotranspirace ze smíšeného rostlinného prostředí, hlavně městských zelených ploch, je stále výzvou kvůli heterogenitě rostlinných druhů, zápoje vegetace a mikroklimatům a protože postupy jsou nákladné. Různé přístupy založené na dálkovém snímání pro odhad evapotranspirace mají různé výhody a nevýhody.

### Vířivá kovariance
Nejpřímější metodou pro měření evapotranspirace je prostřednictvím techniky vířivé kovariance, ve které výkyvy hodnot vertikální rychlosti větru korelují s výkyvy měrné hmotnosti vodní páry v atmosféře. Tento způsob přímo odhaduje přenos vodní páry (evapotranspirace) ze zemského povrchu (nebo zápoje vegetace) do atmosféry.

### Vegetace městské krajiny
Metody měření evapotranspirace mohou být přizpůsobeny městskému prostředí, abychom odhadli nároky vegetace městské krajiny na dostupnost vody.

## Potenciální evapotranspirace
Potenciální evapotranspirace (PET) je množství vody, které by se mohlo vypařit a transpirovat, pokud by bylo dostupné dostatečné množství vody. Tento požadavek zahrnuje energii dostupnou pro výpar a schopnost nižší atmosféry přenášet vypařenou vlhkost pryč od zemského povrchu. Potenciální evapotranspirace dosahuje vyšších hodnot v létě, při méně oblačných dnech a blíže k rovníku, protože vyšší množství slunečního záření poskytuje více energie pro výpar. Potenciální evapotranspirace je také vyšší během větrných dní, protože vypařená vlhkost je rychleji odnášena z povrchu země nebo rostlin.
Potenciální evapotranspirace je vyjádřena v jednotkách výšky vodního sloupce a její roční průběh lze znázornit graficky.
Potenciální evapotranspirace je obvykle měřena nepřímo z dalších klimatických faktorů, ale také záleží na typu povrchu, jako jsou například vodní plochy, typu vegetace a při nepřítomnosti vegetačního krytu i na typu půdy. Hodnota potenciální evapotranspirace je často počítána na nejbližší klimatické stanici na referenčním povrchu, konvenčně na krátce střiženém trávníku. Tato hodnota je nazývána referenční evapotranspirace a může být převedena na potenciální evapotranspiraci vynásobením koeficientem příslušného povrchu. V zemědělství se tento koeficient nazývá plodinový koeficient. Rozdíl mezi potenciální evapotranspirací a úhrnem srážek se používá v plánování zavlažování.
Průměrná roční potenciální evapotranspirace je často srovnávána s průměrným ročním úhrnem srážek (P). Poměr těchto dvou hodnot, P/PET, se nazývá index sucha.